# Saint-Memmie
Saint-Memmie är en kommun i departementet Marne i regionen Grand Est (tidigare regionen Champagne-Ardenne) i nordöstra Frankrike. Kommunen ligger i kantonen Châlons-en-Champagne 4e Canton som tillhör arrondissementet Châlons-en-Champagne. År 2022 hade Saint-Memmie 5 439 invånare.

## Befolkningsutveckling
Antalet invånare i kommunen Saint-Memmie
| Referens: INSEE |